# پمبای ۱۴۲۹
سیارک ۱۴۲۹ (به انگلیسی: 1429 Pemba، نامگذاری:1937NH) هزار و چهارصد و بیست و نهمین سیارک کشف شده‌است که در ۲ ژوئیه ۱۹۳۷ کشف شد.
قدر مطلق سیارک برابر ۱۲٫۵۰ است.